# You and I (песен на „Скорпиънс“)
You and I е песен, написана от Клаус Майне на германската рок група „Скорпиънс“, издадена от „Ийст Уест Рекърдс“ през 1996 г. като първи сингъл от албума Pure Instinct. Песента влиза в Топ 40 в класациите за сингли на няколко държави, включително и в Германия, където достига до №22. Издаденият физически сингъл на компактдиск и аудиокасета, включва няколко различни версии на You and I, с различни допълнителни песни, в зависимост от територията, на която е издаден, включително и песента She's Knocking At My Door, която също е част от албума Pure Instinct, като бонус, но само в издаването му в Япония. В един от тези сингли, You and I е с дължина от точно 4:00 минути и представлява „изрязан“ радио ремикс, като същата версия е добавена към следващия студиен албум на „Скорпиънс“ Eye II Eye (1999), но само в издаването му в Япония.
За първи път, You and I е изпълнена на живо на 30 март 1996 г. в Дюселдорф, Германия, като част от световното концертно турне Pure Instinct Tour. Оттогава песента е почти неизменна част от всяко едно турне на групата и със своите над 130 на брой изпълнения на живо, е в първите 50 изпълнявани песни в репертоара на „Скорпиънс“.
Песента е част от още два албума на групата и е записвана в различни варианти за тях, а именно изпълнената на живо версия за видео версията на Moment of Glory, заедно с Берлинската филхармония в Хановер през 2000 г. и акустичната версия записана на живо в Потугалия за двете версии на Acoustica (2001).

## Списък на песните
| 1. You and I (радио версия) (Клаус Майне) – 4:21 2. She's Knocking At My Door (Рудолф Шенкер) – 3:20 3. You and I (версия от албума) – 6:13 | 1. You and I („изрязан“ радио ремикс) – 4:00 |

| 1. You and I (радио версия) – 4:21 2. You and I (версия от албума) – 6:13 | Аудиокасета за Германия Страна А You and I – 6:27 [ 14 ] Страна Б She Knocking At The Door – 3:51 |

| Аудиокасета за Великобритания Страна А You and I (специален сингъл микс) – 4:21 [ 15 ] She's Knocking At My Door (Рудолф Шенкер) – 3:20 Страна Б You and I (специален сингъл микс) – 4:21 You and I (версия от албума) – 6:13 | 1. You and I (специален сингъл микс) – 4:21 2. She's Knocking At My Door (Рудолф Шенкер) – 3:20 3. You and I (версия от албума) – 6:13 |

## Музиканти
- Клаус Майне – вокали
- Рудолф Шенкер – китари
- Матиас Ябс – китари
- Курт Крес – барабани
- Ралф Рикерман – бас

## Позиция в класациите
| Година | Класация  | Позиция |
| ------ | --------- | ------- |
| 1996   | Германия  | 22      |
| 1996   | Швейцария | 23      |
| 1996   | Франция   | 23      |
| 1996   | Австрия   | 34      |
| 1996   | Швеция    | 37      |